# غاري بلاكوود
غاري بلاكوود (بالإنجليزية: Gary Blackwood)‏ هو سياسي أسترالي، ولد في 6 مايو 1951 في أستراليا. حزبياً، نشط في حزب أستراليا الليبرالي (الفرع الفيكتوري) ‏. وقد انتخب عضو الجمعية التشريعية فيكتوريا عن دائرة Electoral district of Narracan ‏ (25 نوفمبر 2006 – ).